# Capilla del Hospital San Juan de Dios (La Serena)
La Capilla del Hospital San Juan de Dios es una pequeña iglesia de estilo neoclásico y de una sola nave ubicada en la ciudad de La Serena, en Chile.
Está construida en adobe y madera. Su fachada tiene finas y elegantes terminaciones influenciadas por la carpintería anglosajona. Fue declarada Monumento Nacional el 14 de diciembre de 1981.
La misa principal se oficia los días domingo a las 9:30 horas. Otras misas tienen lugar los martes a las 18 y los viernes a las 17 horas.

## Historia
Su historia comienza con la aprobación de la Real Audiencia, en 1809, de un proyecto para la reconstrucción del hospital entre las calles Juan de Dios Pení, Balmaceda, Anfión Muñoz y Larraín Alcalde, en reemplazo del anterior servicio sanitario que hasta ese momento existía en La Serena: el Hospital de Nuestra Señora de la Asunción, del siglo XVI.
La construcción del nuevo complejo comenzó con el levantamiento de la capilla. La capilla fue parcialmente concluida en 1816, pero por falta de fondos algunas etapas quedaron pendientes de terminación. La pequeña iglesia quedó ubicada en el costado Norte del hospital, posición que persiste hasta el día de hoy.
Con el creciente incremento de los visitantes, muchos de ellos pidiendo por salud y reversión de enfermedades, se decide crear un edificio de más solidez. Se encargó a Cayetano Contador el estudio de planos para proyectar las dimensiones de un nuevo templo. Pasaron algunos años para que el proyecto fueran retomado por el Cabildo y el templo pudiera ser reconstruido. El 8 de mayo de 1842 comienza la reconstrucción, bajo la supervisión de Samuel Averell, quién fue el más genuino representante de los carpinteros anglosajones que se establecieron en La Serena a mediados del siglo XIX.
El 16 de marzo de 1844, con la mayor parte del edificio terminado, se decide instalar una campana mayor, la cual fue cedida por la Iglesia Matriz, la cual aún no se encontraba concluida por lo que todavía no necesitaba de la misma. La Municipalidad de La Serena se comprometió a devolverle una de igual peso fundida en Valparaíso.
El templo fue reconstruido entre los años 1948 y 1952 como parte del Plan Serena[cita requerida], impulsado por el presidente Gabriel González Videla, que pretendía una renovación urbana imprimiéndole un sello propio desde el punto de vista estilístico y volviendo la mirada a los rasgos del viejo estilo colonial.
El 14 de diciembre de 1981 fue declarada Monumento Nacional por medio del Decreto Suprimero n° 1025.